# Ingrandes-de-Touraine

Ingrandes-de-Touraine este o comună în departamentul Indre-et-Loire, Franța. În 1 ianuarie 2018 avea o populație de 545 de locuitori.